# 羽仁もと子
羽仁 もと子（はに もとこ、1873年9月8日 - 1957年4月7日）は、日本における女性ジャーナリストの先駆け。また、自由学園および婦人之友社の創立者。家計簿の考案者としても知られている。本名は松岡もと子。

## 来歴

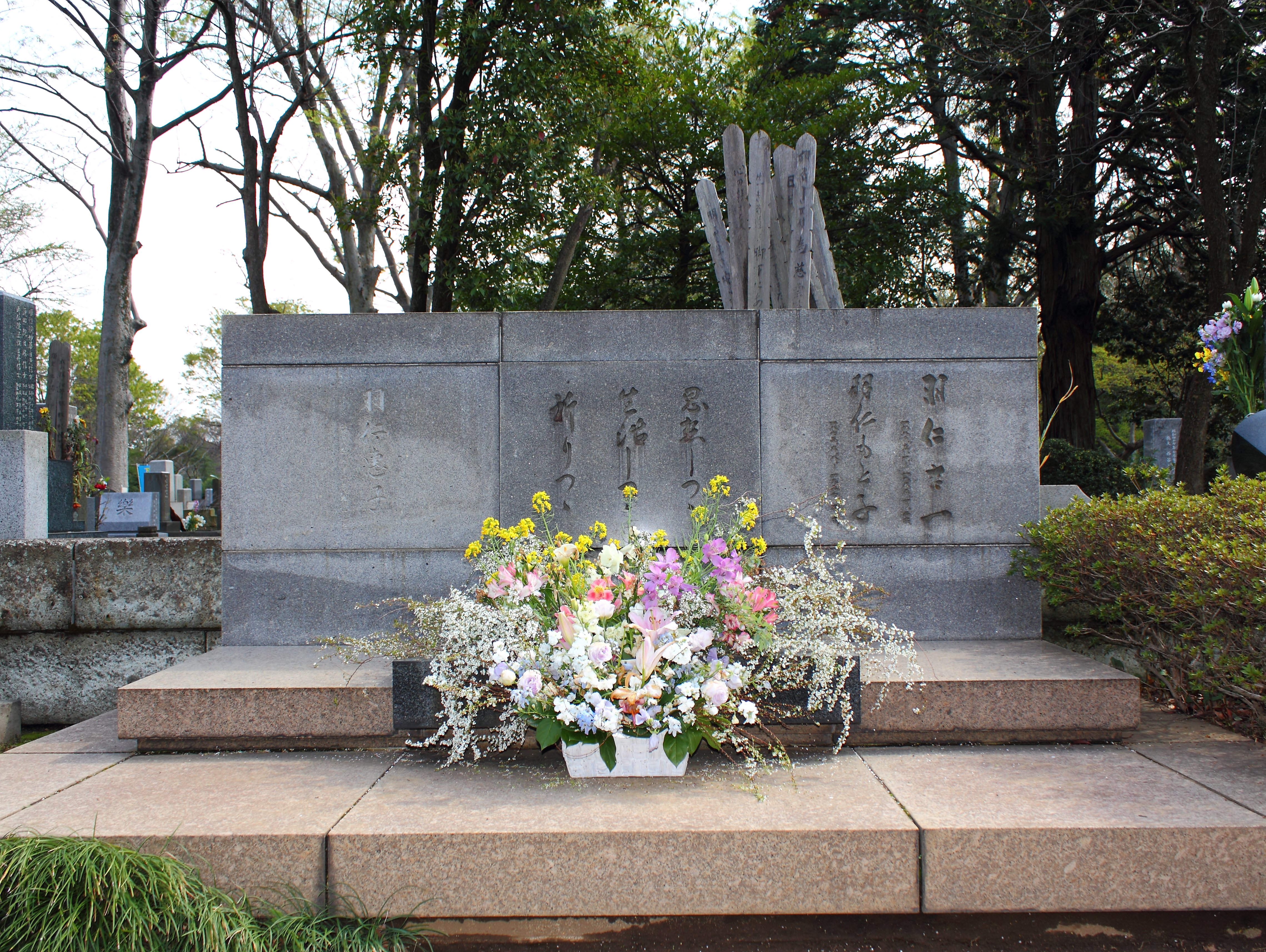
雑司ヶ谷霊園にある墓

1873年（明治6年）青森県八戸市に生まれる。1889年（明治22年）上京し、東京府立第一高等女学校2年生に編入。在学中に洗礼を受け、生涯にわたってキリスト教を信仰した。ただし、教会に属さない無教会の立場であった。

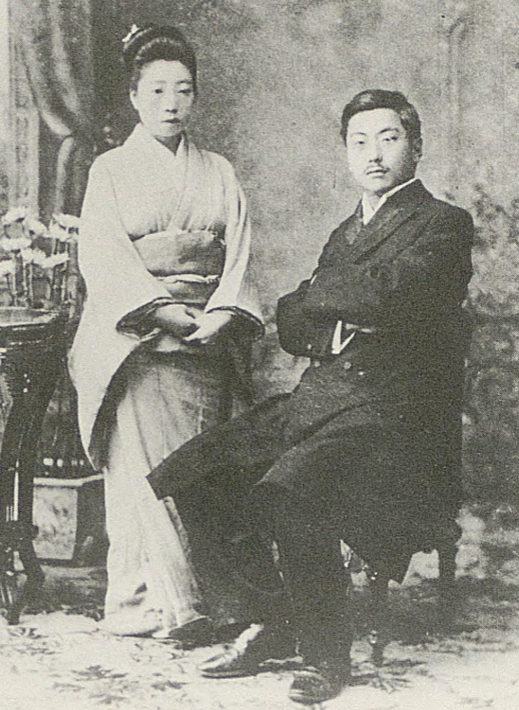
羽仁もと子と羽仁吉一

1890年（明治23年）東京女子高等師範学校を目指すも不合格となる。
1891年（明治24年）「女学雑誌」の編集長である巌本善治が校長を務める明治女学校高等科に入学。明治女学校在学時には「女学雑誌」の校正を手伝い雑誌作りの基礎を学ぶ。
1892年（明治25年）帰郷し尋常小学校や盛岡女学校の教員をし、その後結婚するもまもなく離婚。
1897年（明治30年）再度上京し、報知社（現・報知新聞社）に入社。報知新聞の校正係の職を得て、機会あるごとに自主的に書いた原稿で実力を認められて、1899年（明治32年）4月に取材記者に登用された。自伝では、自身を「はじめての女性新聞記者」と書いている。
1901年（明治34年）職場で知り合った羽仁吉一と再婚、その後まもなく報知新聞を退職し、吉一が高田新聞社に勤めるのに伴って新潟へ赴く。1903年（明治36年）女性雑誌『家庭之友』を創刊。1904年家計簿を刊行する。1908年（明治41年）『家庭之友』を『婦人之友』へと改題し、婦人之友社を設立する。
1914年（大正3年）婦人之友の姉妹誌として、子ども向けの『子供之友』も出版。しかし、国家総動員法のもとで日本出版会による統制によって、『婦人之友』を残して『子供之友』は廃刊となった。戦後に福音館書店から刊行される『こどものとも』は、この誌名を譲渡されたものである。
1921年（大正10年）読者の子への家庭的な教育を目指して、当初は女学校として東京・旧目白（西池袋）に自由学園を創立した。その名称は新約聖書の「真理はあなたたちを自由にする（ヨハネによる福音書 8:32）」に由来している。創立当時、来日していたフランク・ロイド・ライトはファミリースクールへの共感から積極的に校舎の設計を引き受け、後に自由学園明日館として国の重要文化財の指定を受けて一般に公開されている。1925年（大正14年）学校規模の拡大により、現在の東京都東久留米市に購入した学校建設予定地周辺の土地を関係者などに分譲し、その資金で新しい学校施設を建設して移転。
1930年（昭和5年）全国の『婦人之友』愛読者により「全国友の会」が設立される。
1957年（昭和32年）脳血栓の後、心臓衰弱のため死去。墓は雑司ヶ谷霊園にある。

## 親族
- 夫 羽仁吉一 - 報知新聞編集長、その後高田新聞社編集長などを経て婦人之友社設立。自由学園では学園主を務める。
- 妹 千葉くら - 青森八戸の千葉学園創立者
- 弟 松岡正男 - 京城日報社社長 毎日申報社社長 時事新報社社長。その娘に評論家の松岡洋子。
- 長女 羽仁説子 - 婿は歴史学者であり参議院議員として国立国会図書館の設置に携わった羽仁五郎（旧姓森）。
- 次女 羽仁凉子 - 幼くして病死。
- 三女 羽仁惠子 - 生涯独身であった。羽仁夫妻死後は自由学園にて2代目学園長を務める。
- 孫 羽仁立子（幼少期に病死）、続いて生まれた羽仁進、羽仁協子、羽仁結子の3人が孫として成長する。
- ジャーナリストの羽仁未央、環境活動家の羽仁カンタは曾孫にあたる。

## 著書
- 『家庭小話』内外出版協会 1903
- 『育児之栞』内外出版協会 1905
- 『如何に家計を整理すべき乎』鹿鳴社 1906
- 『ネルの勇気』(少女文庫)編. 愛友社[ほか] 1907
- 『家庭問題 名流座談』編. 愛友社 1907
- 『家庭教育の実験』家庭之友社[ほか], 1908
- 『女中訓』婦人之友社 1912
- 『赤坊を泣かせずに育てる秘訣』婦人之友社 1912
- 1927年より婦人之友社から羽仁もと子著作集の刊行が始まり、戦後に新訂版が出版された。全20巻で完結したが、後に1巻が加えられて21巻となった。

## 関連人物
- 羽仁吉一
- 天野貞祐
- 羽仁五郎
- 頼母木桂吉